# Saint-Jean-de-Rebervilliers
Saint-Jean-de-Rebervilliers ist eine französische Gemeinde mit 243 Einwohnern (Stand: 1. Januar 2022) im Département Eure-et-Loir in der Region Centre-Val de Loire; sie gehört zum Arrondissement Dreux und zum Kanton Saint-Lubin-des-Joncherets. 

## Geographie
Saint-Jean-de-Rebervilliers liegt etwa 23 Kilometer nordnordwestlich von Chartres. Umgeben wird Saint-Jean-de-Rebervilliers von den Nachbargemeinden Fontaine-les-Ribouts im Norden, Saulnières im Norden und Nordosten, Le Boullay-les-Deux-Églises im Osten, Saint-Sauveur-Marville im Osten und Süden, Châteauneuf-en-Thymerais im Süden, Saint-Maixme-Hauterive im Südwesten sowie Saint-Ange-et-Torçay im Westen und Nordwesten.

## Bevölkerungsentwicklung
| Jahr                       | 1962 | 1968 | 1975 | 1982 | 1990 | 1999 | 2006 | 2013 | 2020 |
| Einwohner                  | 115  | 92   | 103  | 118  | 161  | 181  | 211  | 231  | 250  |
| Quellen: Cassini und INSEE |      |      |      |      |      |      |      |      |      |

## Sehenswürdigkeiten
- Kirche Saint-Jean aus dem 15. Jahrhundert
- Kapelle von Criloup

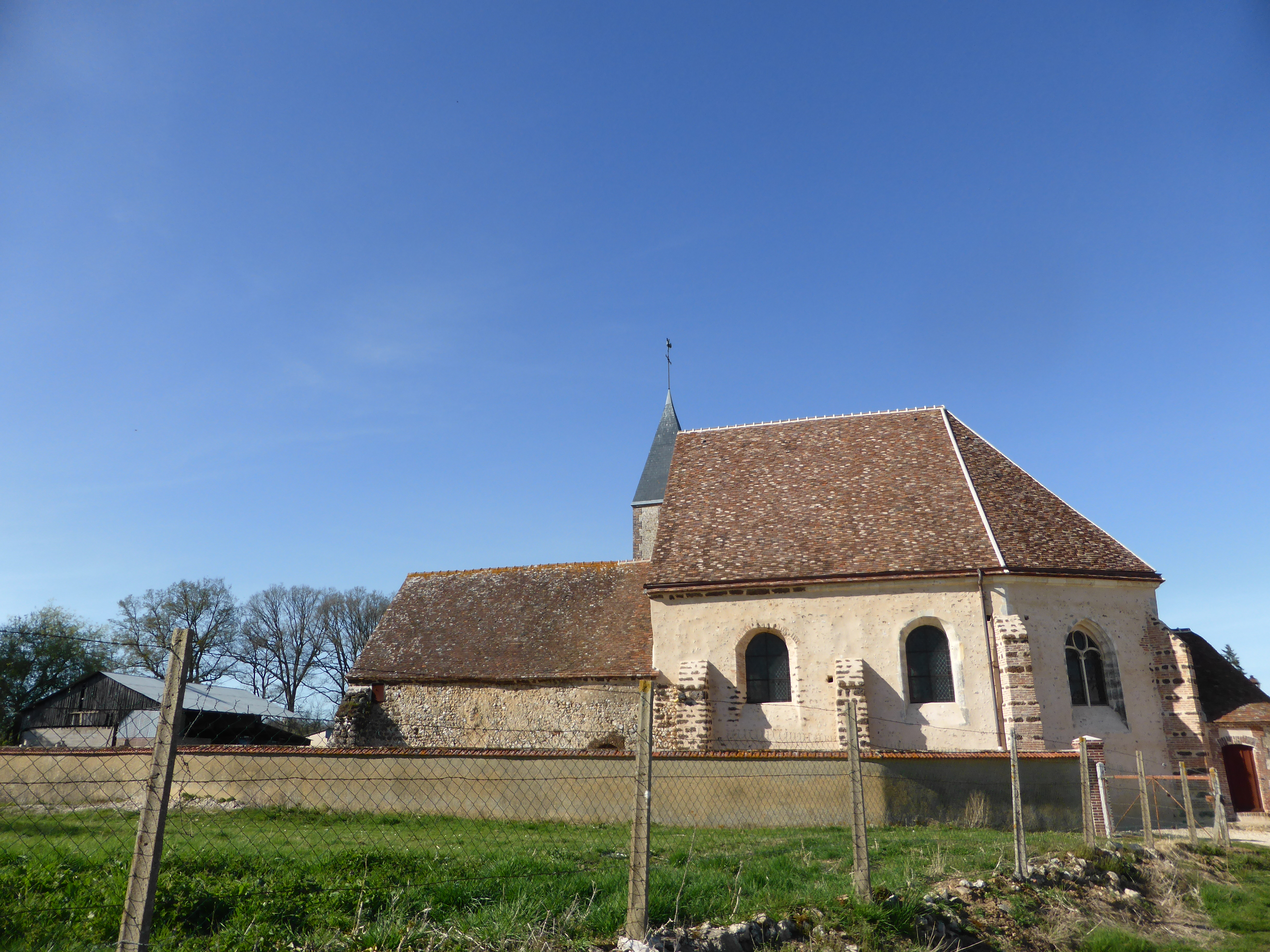
Kirche Saint-Jean
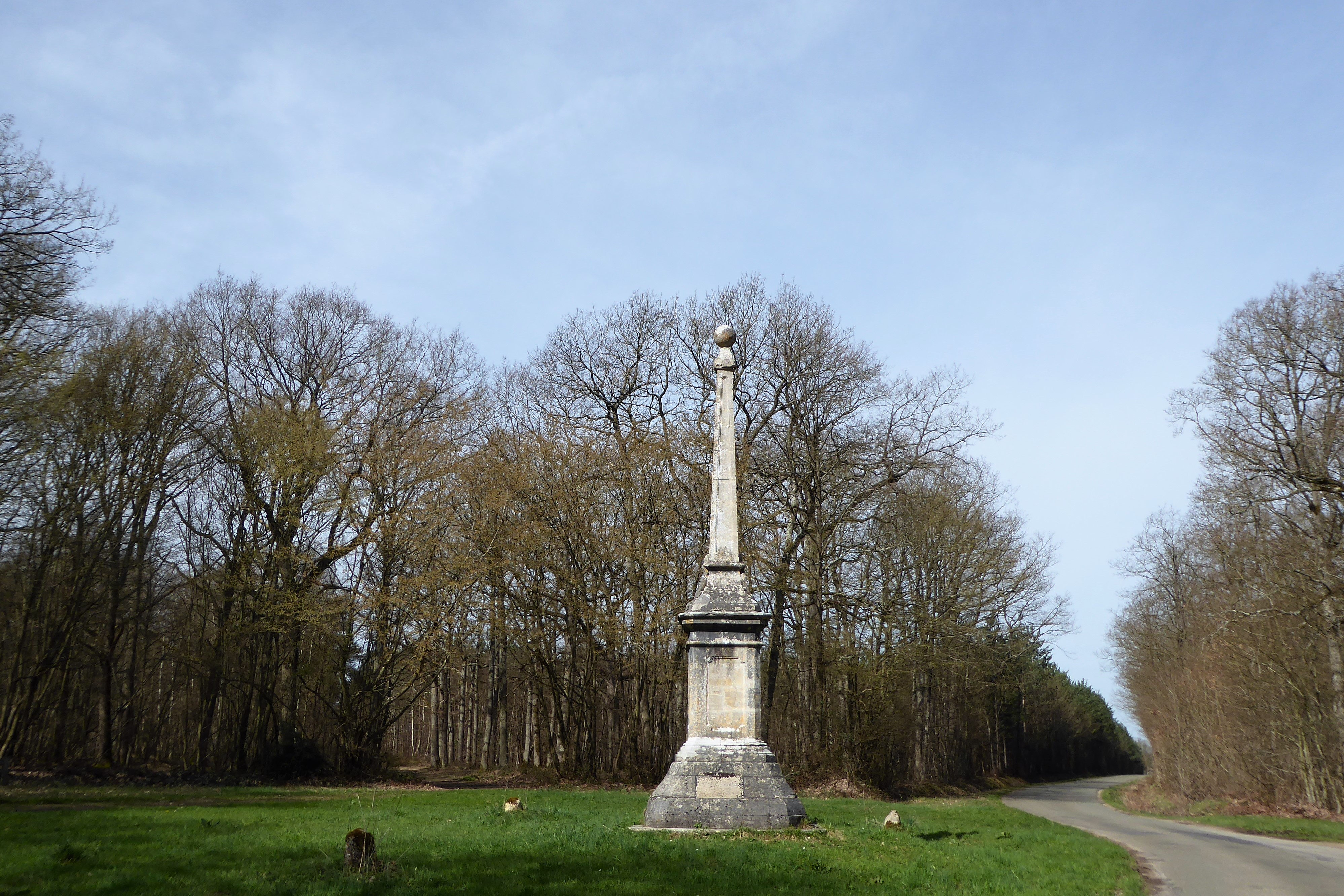
Grenzstein „Rond de France“ im Forst Châteauneuf, an dem die Gemeindegebiete von Saint-Jean-de-Rebervilliers, Saint-Maixme-Hauterive und Châteauneuf-en-Thymerais zusammentreffen